# Bracon nigrosignatus
Bracon nigrosignatus är en stekelart som beskrevs av Leo Zehntner 1898. Bracon nigrosignatus ingår i släktet Bracon och familjen bracksteklar. Inga underarter finns listade.